# 迫撃砲主要諸元表
迫撃砲主要諸元表（はくげきほう しゅようしょげんひょう）は、迫撃砲の主要な性能諸元の一覧表。

## 凡例
「口径」は砲口直径(mm)、「重量」は砲本体と一体化されたトレーラー等の総重量(kg)、「要員」は運搬および操作に要する最低兵員数、「射程」は通常弾使用時の最大射程(m)、「RAP」はロケット・アシスト弾使用時の最大射程(m)、「持続」は持続射撃時の最大射撃回数(r/min)、「急速」は急速射撃時の最大射撃回数(r/min)、「年代」は実戦配備開始年代。

## 主要諸元表
| 口径 | 名 称          | 重量  | 要員 | 射程  | RAP    | 持続 | 急速 | 開発国         | 年代  | 備 考                                            |
| ---- | -------------- | ----- | ---- | ----- | ------ | ---- | ---- | -------------- | ----- | ------------------------------------------------ |
| 50   | 八九式重擲弾筒 | 4.7   | 1    | 670   | ―      |      |      | 日本           | 1930' | 日本陸軍の代表的な軽迫。                         |
| 51   | LGI Mle F1     | 4.8   | 1    | 675   | ―      |      |      | フランス       |       | 現代では珍しい現役の軽迫。                       |
| 60   | M224           | 21.1  | 3    | 3,490 | ―      | 20   | 30   | アメリカ合衆国 | 1980' | 軽迫モードでは重量8.2kg。                        |
| 81   | M1             | 61.5  | 3    | 3,010 | ―      | 18   | 35   | アメリカ合衆国 | 1930' | 第二次大戦中の米軍標準中迫。                     |
| 81   | sGrW34         | 57.0  | 3    | 2,400 | ―      | 15   | 25   | ドイツ国       | 1930' |                                                  |
| 81   | L16A2          | 35.3  | 3    | 5,675 |        | 15   | 30   | イギリス       | 1960' | 現在の代表的な中口径迫撃砲。                     |
| 98   | HSW M98        | 115.0 |      | 7,000 |        |      |      | ポーランド     |       |                                                  |
| 107  | M30            | 305.0 | 4    | 6,840 |        | 3    | 18   | アメリカ合衆国 | 1950' | 80年代まで米軍の主力重迫撃砲であった。           |
| 120  | PM-43          | 280.0 |      | 5,700 | ―      | 15   |      | ソビエト連邦   | 1940' | 第二次大戦中の最優秀重迫。                       |
| 120  | M120           | 144.7 | 5    | 7,240 | ―      | 4    | 16   | イスラエル     | 1990' | 現代の米軍主力重迫。イスラエル製K6のライセンス。 |
| 120  | MO120RT        | 582.0 | 6    | 8,135 | 13,000 | 12   | 20   | フランス       |       | 現在の代表的な重迫撃砲。                         |
| 160  | ソルタムM66    | 341.0 | 6    | 9,600 |        |      |      | イスラエル     |       | 現代の牽引式の中では最大口径。                   |

## 参考図書
- 『図説 日露戦争-兵器・全戦闘集』 学習研究社 ISBN 9784056045666
- 『ミリタリー基礎講座』シリーズ （2008） 学習研究社 ISBN 4056051992
- 『図説 第一次世界大戦（上・下）』 （2008） 学習研究社 ISBN 4056050236 ISBN 4056050511
- 『第二次大戦世界の軍用車両』 （2008） 学習研究社 ISBN 405605259X
- R・G・グラント 『BATTLE - 戦争の世界史 大図鑑』 マーリン・アームズ訳 （2008） 河出書房新社 ISBN 4309224792
- イアン・フォッグ 『手榴弾・迫撃砲-塹壕戦の必殺兵器』 関口幸男訳 （1974） サンケイ新聞社出版局 ASIN B000J9ZJDK
- ウィリアム・H・マクニール 『戦争の世界史-技術と軍隊と社会』 高橋均訳 （2002） 刀水書房 ISBN 4887082711
- クリス・マクナブ/ウィル・ファウラー共著 『コンバット・バイブル』 小林明則訳 原書房 ISBN 4562036249
- ジェイムズ・F・ダニガン 『戦争のテクノロジー』 岡芳輝訳 （1992） 河出書房新社 ISBN 4309241352
- ジョン・ピムロット 『第二次世界大戦（地図で読む世界の歴史）』 田川憲二郎訳 （2000） 河出書房新社 ISBN 4309611869
- チャールズ・メッセンジャー 『ノルマンディー上陸作戦（地図で読む世界の歴史）』 鈴木主税訳 （2005） 河出書房新社 ISBN 4309611877
- デビッド・M・グランツ/ジョナサン・M・ハウス共著 『詳解 独ソ戦全史―「史上最大の地上戦」の実像 戦略・戦術分析』 守屋純訳 （2005） 学習研究社 ISBN 4059011738
- ワールドフォトプレス編 『世界の重火器』 （1986） 光文社 ISBN 4334703739
- 加藤朗 『兵器の歴史』 （2008） 芙蓉書房出版 ISBN 4829504137
- 金森国臣/編 『最新軍事用語集 英和/和英対訳』 （2007） 日外アソシエーツ ISBN 4816920110
- 広田厚司 『ドイツの火砲-制圧兵器の徹底研究』 （2002） 光人社 ISBN 4769823657
- 国際戦略研究所/編著 『ミリタリー・バランス』シリーズ （2007） 朝雲新聞社 ISBN 4750930083
- 佐山二郎 『大砲入門-陸軍兵器徹底研究』 （2008） 光人社 ISBN 4769822456
- 床井雅美 『現代サポート・ウェポン図鑑』 （2008） 徳間書店 ISBN 4198928363
- 戦略問題研究会/編 『戦後世界軍事資料』シリーズ （1981） 原書房 ISBN 4562011750
- 朝雲新聞社編集局/編著 『防衛ハンドブック 平成20年版』 （2008） 朝雲新聞社 ISBN 4750920290